# Guy Butters
Guy Butters (Hillingdon, 30 ottobre 1969) è un ex calciatore e allenatore di calcio inglese, di ruolo difensore.